# Erinacea
Erinacea es un género de plantas con flores con cuatro especies perteneciente a la familia Fabaceae.

## Especies
- Erinacea anthyllis
- Erinacea erinacea
- Erinacea pungens
- Erinacea schoenenbergeri